# Wel Jong

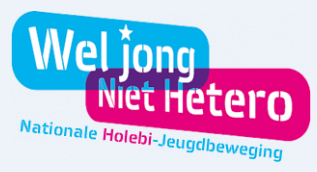
Voormalig beeldmerk van Wel Jong Niet Hetero

Wel Jong is een Belgische jongerenorganisatie voor Vlaamse en Brusselse LGBTQ+ jongeren. Ze werken voor en door jongeren die willen bouwen aan een gelijkwaardige samenleving. De organisatie biedt ontmoetingsmomenten, veilige(re) ruimtes en educatie om gelijkheid en zelfacceptatie te bevorderen.
Wel Jong werd in 1994 opgericht onder de naam Wel Jong Niet Hetero (WJNH), maar deze naam werd begin december 2021 gewijzigd in Wel Jong omdat het aanbod naast seksualiteit tegenwoordig ook over genderidentiteit en -expressie gaat. Tegelijk kwam er een nieuwe website en nieuwe huisstijl.

## Geschiedenis
Wel Jong bestaat sinds 1994, maar al sinds 1969 ontstonden de eerste holebi-groepen. In 1969 waren in Leuven en Gent de Leuvense Studentenwerkgroep Homofilie en de Gentse Studentenwerkgroep Homofilie opgericht, specifiek voor studenten. Midden jaren zeventig werd de Aktiegroep Homofiele Jongeren (AHJ) opgericht, die beschouwd kan worden als de eerste holebi-jongerengroep. In de jaren tachtig ontstonden organisaties voor en door holebi-jongeren. Niet zonder wisselend succes organiseerden homoseksuele jongeren zich. Vooral in de grote steden als Antwerpen, Leuven en Gent startten jongeren een homojongerengroep.
In 1994 kwam er een samenwerking tussen verschillende coming-out-groepen. Enkele jongeren uit Enig Verschil, Verkeerd Geparkeerd en Het Goede Spoor (nu &of) organiseerden de allereerste holebi-jongerenontmoetingsdag op 11 juli 1994 in Blankenberge. Daar kwamen meer dan zestig belangstellenden op af. Daarop besloten enkele jongeren op kaderweekend te gaan in Eeklo in oktober 1994. Tijdens dat weekend besloten de jongeren om een activiteit van meerdere dagen te organiseren. De eerste "homojongeren5daagse" vond plaats van 17 tot 21 juli 1995 in Schaffen bij Diest. Op dat weekend werd ook voor het eerst de naam "Wel Jong Niet Hetero" voor het eerst gebruikt. Het was een verwijzing naar de campagne "wel jong niet gek" die toen werd gevoerd voor veiliger verkeer.
In 1995 werd voor het eerst het zakboekje Jongen - jongen uitgegeven. Kort daarna werd Meisje - meisje uitgegeven. De boekjes bevatten basisinformatie over holebi's.
Ondertussen zag ook Min19, een groep voor LGBTQ+ personen jonger dan 19, het levenslicht. Sinds 1996 wordt er regelmatig overlegd tussen de verschillende LGBTQ+ groepen. In 1997 werd een vrijwillige coördinator aangesteld om de groei te kunnen bijhouden.
Wel Jong werd op 31 december 2002 erkend door de Vlaamse Gemeenschap als landelijk jeugdwerk.
In 2021 veranderde Wel Jong Niet Hetero onder leiding van Sven Pichal hun naam naar Wel Jong. Ook om te tonen dat ze als organisatie verder gaan dan werken rond seksualiteit focussen ze in hun naam nu op wat hen verbindt: "We zijn jong, en we willen blijven bouwen aan een samenleving waarin écht iedereen zichzelf kan zijn, ongeacht hun lichaam, seksualiteit of genderbeleving."

## Activiteiten
In heel Vlaanderen en Brussel zijn er groepen van Wel Jong, die verschillende activiteiten en/of jongerencafés organiseren.
- Min19: voor LGBTQ+ jongeren jonger dan 19 jaar.
- T-jong: voor transgender jongeren tot 30 jaar.
- Inside Out: Voor trans en non-binaire jongeren tussen 15 en 21 jaar.
- De Flamingo's: Studentenvereniging voor jongeren tussen 18 - 30 jaar in Antwerpen.
- Spectrum: Vereniging jongeren tussen 18 en 30 jaar in Leuven.
- Acantha: Studentenvereniging voor jongeren tussen 18 en 30 jaar in Gent.
- Mixed: Vereniging voor jongeren tussen 18 en 30 jaar in Aarschot.
- &of: Vereniging voor jongeren tussen 18 en 30 jaar in Leuven.
- Verkeerd Geparkeerd: Vereniging voor jongeren tussen 18 en 30 jaar in Gent.
- CampZ: Zomerkamp voor jongeren tussen 18 en 30 jaar oud.

Wel Jong beschikt daarnaast over een website met onder meer nieuws en informatie over seksuele en genderdiversiteit, hun verenigingen en activiteiten. 